# Cyrestis latifascia
Cyrestis latifascia är en fjärilsart som beskrevs av Martin 1903. Cyrestis latifascia ingår i släktet Cyrestis och familjen praktfjärilar. Inga underarter finns listade i Catalogue of Life.